# Horreomargum
Horreomargum (łac. Dioecesis Horreomargensis) – stolica historycznej diecezji w Mezji istniejącej w czasach rzymskich.
Współcześnie ruiny miasta Horreomargum znajdują się w pobliżu miejscowości Jagodina w Serbii. Obecnie katolickie biskupstwo tytularne ustanowione w 1933 przez papieża Piusa XI.

## Biskupi tytularni
| Lp. | Biskup                    | Funkcja                                        | Od                | Do              |
| --- | ------------------------- | ---------------------------------------------- | ----------------- | --------------- |
| 1   | Zbigniew Józef Kraszewski | biskup pomocniczy diecezji warszawsko-praskiej | 17 listopada 1970 | 4 kwietnia 2004 |
| 2   | Joseph McFadden           | biskup pomocniczy Filadelfii (USA)             | 8 czerwca 2004    | 22 czerwca 2010 |
| 3   | Donald Hanchon            | biskup pomocniczy Detroit (USA)                | 22 marca 2011     |                 |